# Nasty Nasty
Albums de Black 'n Blue
Without Love
(1984) In Heat
(1988)
Nasty Nasty est le 3e album studio du groupe Black 'n Blue, sorti en 1986 sous le label Geffen Records.

## Liste des morceaux
Toutes les pistes par St. James, Thayer, Holmes, Warner et Young, sauf indication.
1. Nasty Nasty (St. James, Thayer, Simmons) - 4:29
2. I Want It All (I Want It Now) (St. James, Thayer, Simmons) - 4:25
3. Does She or Doesn't She (Thayer, Simmons, Pond) 	4:18
4. Kiss of Death - 5:04
5. 12 O'Clock High - 3:41
6. Do What You Wanna Do - 4:14
7. I'll Be There for You (Cain) - 3:47
8. Rules (St. James, Warner) - 3:40
9. Best in the West 4:47

## Formation
- Jaime St. James: Chants
- Tommy Thayer: Guitare & Chœurs
- Jeff "Whoop" Warner: Guitare
- Patrick Young: Basse & Chœurs
- Pete Holmes: Batterie